# Иван Иванов (полковник)
Вижте пояснителната страница за други личности с името Иван Иванов.
Иван Стефанов Иванов е български полковник, публицист, историк и вексилолог. Автор е на единственото пълно изследване на българските бойни знамена. Инициатор за изработването и автор на знамето на Съюза на офицерите и сержантите от запаса и резерва. Член е на Българското хералдическо и вексилоложко общество. Има издадени няколко книги и множество военно-исторически и вексилоложки публикации.

## Биография
Иван Иванов е роден 24 октомври 1935 година в село Бериево, Севлиевско. Завършва средното си образование в с. Врабево през 1953 г., две години по-късно завършва пълен курс към НВАУ „Георги Димитров“ в Шумен, по специалност „Земна артилерия“, след което служи в различни гарнизони на страната. През 1971 година завършва Великотърновския университет „Св. св. Кирил и Методий“ като „Специалист по история“. В периода 1981–1989 година завежда отдел Културно-масова работа към Националния военноисторически музей.
След напускането на БНА през 1989 г. се посвещава на вексилологията. Автор е на книгите „Българските бойни знамена и флагове“, „Флаговете на държавите по света“, „Символите на България: герб, знаме, химн“, „Гарнизоните на дълга“, „Знамена на българската бойна слава“ и „Село Бериево“.
Умира на 8 ноември 2020 година в София.